# Syrjäjärvi (sjö i Kaavi, Norra Savolax)
Syrjäjärvi är en sjö i kommunen Kaavi i landskapet Norra Savolax i Finland. Sjön ligger 117,1 meter över havet. Den är 10,46 meter djup. Arean är 2,72 kvadratkilometer och strandlinjen är 15,83 kilometer lång. Sjön  ingår i Vuoksens huvudavrinningsområde.   Den ligger omkring 62 kilometer öster om Kuopio och omkring 360 kilometer nordöst om Helsingfors. I sjön finns flera små öar. Norr om Syrjäjärvi ligger Keski-Musti. 